# Bernardo Pereira de Vasconcelos
Bernardo Pereira de Vasconcelos (Ouro Preto, Minas Gerais, 27 de agosto de 1795 — Río de Janeiro, 1 de mayo de 1850) fue un político, periodista y jurista brasileño de la época del Imperio. Fue ministro de Justicia entre 1837 y 1839 y ministro do Império en 1840, durante nueve horas, para impedir la declaración de mayoría de edad de D. Pedro II.

## Biografía

### Infancia, familia y educación
Hijo de Diogo Pereira Ribeiro de Vasconcelos, natural de Oporto (Portugal) pero criado en Minas Gerais y formado en el Seminario de Mariana. Allí conoció a Tomás Antonio Gonzaga, Cláudio Manuel da Costa y otros inconfidentes, aunque no hay pruebas de su simpatía por tales ideas. Fue abogado, procurador y juez en Río de Janeiro y, sobre todo, autor de las Memórias sobre a Capitania de Minas Gerais y de Minas e Quintos do Ouro. Su madre, Maria do Carmo Barradas, descendía de los primeros pobladores de la ciudad de Río de Janeiro. Hija de João de Sousa Barradas, de ilustre familia de juristas portugueses originarios de Couto de Verride, término de Montemor-o-Velho. Tuvieron numerosos hijos y recibieron educación cuidada. Bernardo y su hermano Francisco Diogo serían magistrados, senadores, consejeros de Estado; otro hermano, Fernando, diplomado en Holanda en Ciencias Naturales, fundó el Jardín Botánico de Ouro Preto. Jerônimo, el primogénito, marchó joven a Portugal, donde fue teniente general, ministro de la Guerra, par del reino y consejero de Estado. Además, fue nombrado vizconde de Ponte da Barca por María II de Portugal. 
Bernardo marchó a Portugal en 1807, a los 12 años, a cargo de dos tíos maternos. Acabó en Inglaterra y fue enviado de nuevo a Brasil, por culpa de la ocupación francesa. Concluidos los estudios preparatorios en 1813, ya huérfano de padre, volvió a Portugal y se matriculó en Filosofía y Derecho en la Universidad de Coímbra en octubre de 1814. Más de 230 jóvenes brasileños estaban matriculados allí. Compañeros de turma eran José da Costa Carvalho, futuro diputado y regente del Imperio; Caetano Maria Lopes Gama, futuro diputado, senador, presidente de provincia; João Bráulio Muniz, futuro regente del Imperio y muchos otros. Coímbra en nada contribuiría a su formación liberal. Crítico con ella, diría más tarde: «Estudié Derecho Público en aquella Universidad y por fin salí un bárbaro: me fue preciso hasta desaprender.»
Concluyó el curso en julio de 1819 y permaneció algún tiempo en Lisboa, con sus parientes. En 1820, ya en Brasil, dirigió una petición a D. João VI para obtener plaza en la magistratura. Obtuvo el juzgado de Guaratinguetá, pero no quiso ir. Pidió al rey la ouvidoria en Ouro Preto, para entrar en ejercicio cuando quedara vacante. Acabó prestando juramento el 30 de octubre de 1820 como juez de la pequeña villa de Santo Antônio de Guaratinguetá, empezando en enero de 1821. Fue exonerado en 1822, tras muchas licencias para tratar su salud. En 1825, con 30 años, fue nombrado desembargador de la Relación del Maranhão, cargo que no llegó a desempeñar, pues en 1824 fue elegido para la Asamblea General Legislativa del Imperio, inaugurada en mayo de 1826. Allí se haría conocido.
Su actividad se ejercía sobre todo por la prensa en la vieja Vila Rica, elevada el 20 de marzo de 1823 a la categoría de Imperial Ciudad de Ouro Preto. El 18 de julio de 1825 apareció en la ciudad su periódico, O Universal. Iniciaba su táctica de tener siempre un periódico a su disposición, pues a este sucederían O Sete de Abril, O Caboclo, O Brasileiro, A Sentinela da Monarquia o el Correio da Tarde. 

## Carrera política

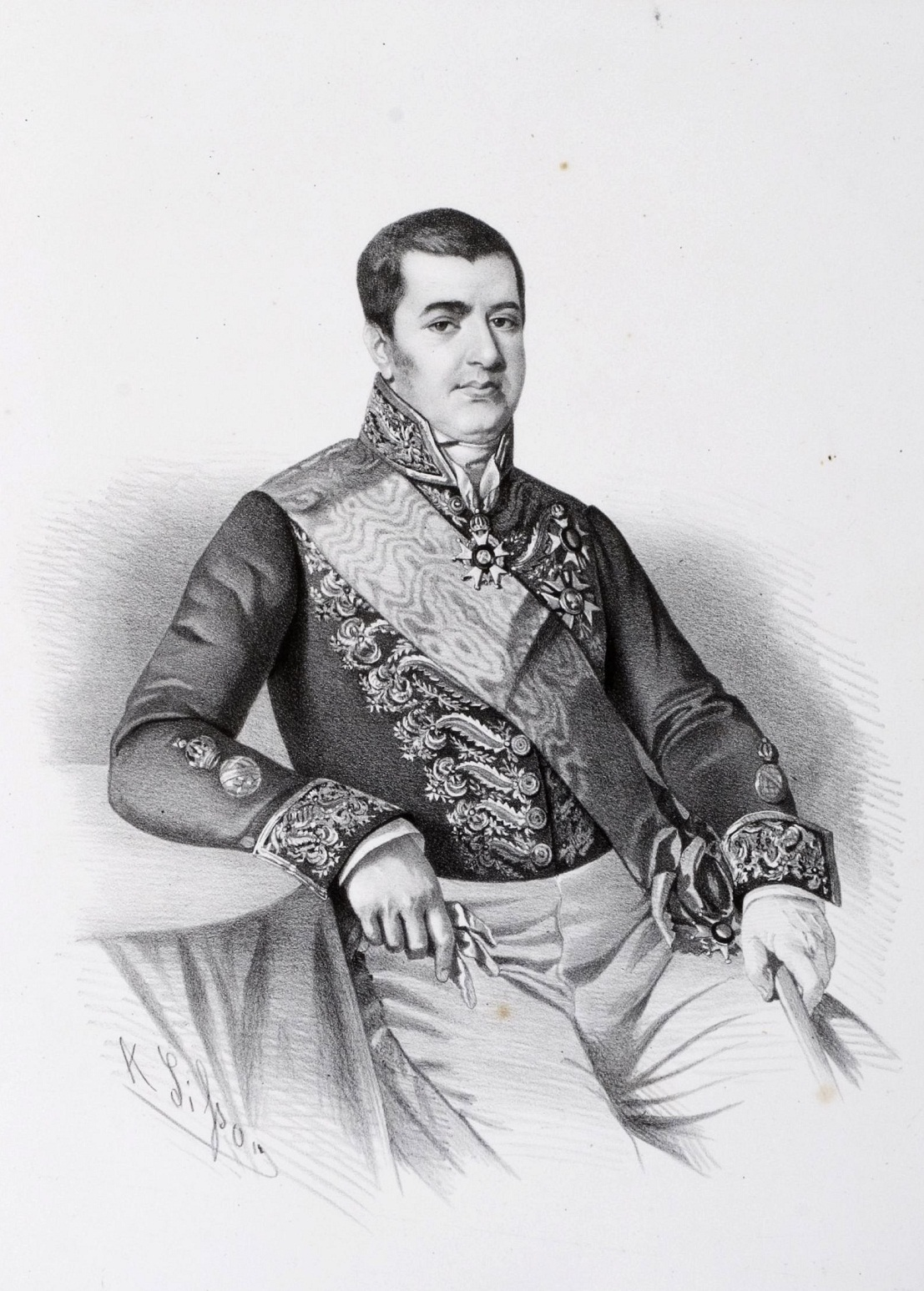
Bernardo Pereira de Vasconcelos.

Su trato con negocios públicos tuvo inicio en 1825, en el Consejo del Gobierno de la Provincia de Minas Gerais, del cual formaba parte. Diamantes y el río Doce eran los dos asuntos de interés entonces, y Bernardo combatió con coraje la concesión a la Companhia dos Diamantes, llevando el Consejo a representar al emperador sobre su inconveniencia, y el decreto de 6 de mayo de 1825 que aprobaba la concesión de la Sociedad de Agricultura, Comercio, Minería y Navegación del río Doce, gratuitamente dado a los ingleses (defendidos por el marqués de Baependi) cuando el río ya era navegable y el mayor obstáculo al comercio no provenía de sus aguas, sino de los llamados botocudos.
En 1825 inició su colaboración como principal redactor del periódico "O Universal", publicado en Ouro Preto.  Así, durante 25 años, hombre de salud precaria, mantendrá trabajo ininterrumpidamente en la elaboración de leyes y de códigos, de discusiones en la Cámara, hasta su fin imprevisto. Apenas cerraba la Cámara en Río de Janeiro, volvía a Minas Gerais y tomaba parte en los trabajos del Consejo del Gobierno de la Provincia, y después en la Asamblea Provincial. Para poder seguir en la Corte, en marzo de 1826, vendió una chácara, la del Funil.
Fue diputado en la primera Cámara Legislativa del Imperio. Instalada en sesión solemne el 6 de mayo de 1826, con la presencia del emperador, que recomienda la votación de leyes complementarias. En esa primera legislatura de la Cámara de los Diputados Vasconcelos delibera sobre la difusión de la vacuna contra la viruela, la reglamentación de las relaciones entre Iglesia y Estado o el proceso de creación de las Fuerzas Armadas. Otros asuntos de interés serán: la dotación de la familia imperial, la reforma de la Judicatura, la instrucción pública, la creación de los cursos jurídicos en São Paulo y Olinda, la criba entre los poderes y definición de cualificaciones, la responsabilidad de los ministros de Estado por crímenes políticos, la administración municipal o el Código Penal de 1830.
De su autoría, con fecha 7 de agosto de 1826, fue el proyecto que creaba el Supremo Tribunal de Justicia, convertido en ley en 1828 que abolió el Desembargo do Paço, en una gran reforma descentralizadora. Tuvo parte importante en la discusión sobre la fundación de los cursos jurídicos, que quería para Río de Janeiro, combatiendo las influencias bairristas. En esta Cámara de 1826 se creó la primera comisión de los cinco, importante en la tradición parlamentaria brasileña, y Vasconcelos formó parte de ella como relator, al lado de Januário da Cuña Barbosa, Almeida e Albuquerque, Nicolau de Campos Vergueiro y Lúcio de Gouveia.
La Monarquía constitucional, la forma de gobierno preferida por la burguesía del momento, constituyó el ideal de Bernardo Pereira de Vasconcelos. Lo guio siempre un liberalismo a la manera inglesa, un liberalismo sincero, sin actuar jamás como un ideólogo (apegado solo a las construcciones teóricas). El principio monárquico le parecía el elemento aglutinador por excelencia de un país sacudido por luchas internas y amenazado de secesión. José Pedro Xavier de la Veiga, en Efemérides Mineras habla de su «espíritu práctico y positivo hasta la insensibilidad». Por eso incluso la llegada de esclavos negros a Brasil le parecía una necesidad imperiosa de la civilización y del desarrollo del país.

## El desempeño en la Cámara
Dos proyectos para el futuro Código Penal del Imperio fueron presentados en la Cámara en su reapertura en abril de 1827: el suyo y el de José Clemente Pereira. En el código adoptado en 1830 preponderó su trabajo, siendo una obra innovadora y notable.
Tomó la iniciativa en la extinción del Tribunal do Conselho da Fazenda, obsoleto e inútil, y tras él de los tribunales de Desembargo do Paço y Mesa da Consciência e Ordens. Abogó por la abolición del tráfico de esclavos en su discurso de 3 de julio de 1827, aunque dudaría en ese asunto. Creados los cursos jurídicos, se postuló a profesor en São Paulo, pero su petición al emperador no tuvo éxito (el marqués de Baependi, su mayor adversario, lo acusó de «genio atrabiliario y desmedido»). En respuesta, redactó una obra sensacional, Carta a los señores electores de la Provincia de Minas Gerais, fechada el 30 de diciembre de 1827 en Ouro Preto y publicada en la tipografía del Astro, periódico de São João del-Rei. Con lucidez poco común, proponía un gobierno de gabinete e instituciones liberales a la moda británica. El constitucionalismo del emperador, sin embargo, no iba más allá. D. Pedro I quería gobernar y, por fuerza de su temperamento, no dejaba ninguna iniciativa a los ministros, que se sucedían en el puesto.
En 1828 habría sido llamado para un ministerio, pero lo rechazó. El reverendo Walsh, el inglés que lo conoció y alabó en Notices of Brazil in 1828 and 1829, lo describe como «el célebre diputado Vasconcelos, considerado por sus compatriotas el Franklin o Adams de Brasil, el líder de la voz popular ». En 1828, Vasconcelos, relator de la comisión de Hacienda, propuso la extinción del Banco do Brasil, que se aproximaba a la bancarrota. Por primera vez los presupuestos públicos de la nación fueron discutidos. Se mostró como un parlamentario meticuloso, paciente, inflexible en las cuentas públicas. Liberal en política, era liberal en economía y entre sus iniciativas figuraba la de uniformar la tasa de importación, reduciéndola al 15% para todos los países. Sostenía que el gobierno no tenía autoridad para ingerirse en los negocios de la industria - « lo que es indispensable es guardar el más escrupuloso respeto a la propiedad y a la libertad del ciudadano brasileño ».
El 18 de julio de 1829 obtuvo una de sus mayores victorias en la persona del general Joaquim de Oliveira Álvares, ministro de la Guerra, ganando el favor de la Cámara y acusándolo de transgresor de la ley y la Constitución. Hasta 1834 continuaría su nombre muy alto en el favor del público, y solo después comenzaría el declive. En 1840, con ocasión del golpe de Estado de la Maioridade, su casa sería apedreada. Tras veinte días de cierre de la Cámara por el Emperador, en 1829, Vasconcelos retornaba a Minas Gerais entre grandes festejos. En diciembre de 1829, estaría de nuevo buceando en los trabajos del Consejo General de la Provincia.
En las elecciones para la nueva Cámara de 1830, concursó para que Minas Gerais eligiera a Martim Francisco Ribeiro de Andrada, Vieira Souto y Evaristo da Veiga, y él mismo fuera reelegido. Tuvo éxito en otros Estados, pues su prestigio hubo crecido y era visto como una especie de jefe de los liberales. La Cámara abrió sesiones el 3 de mayo. Sería la última tentativa de gobierno de gabinete bajo D. Pedro I, con el ministerio de Felisberto Caldeira Brant. Vasconcelos le dio apoyo y buscó facilitar su tarea para sellar el sistema constitucional. Colaborar, para él, no era conformismo ni servilismo, pero sí estudiar a fondo las propuestas y reducir gastos. Pero D. Pedro no cedía en lo que juzgaba como su derecho y desconfiaba de los ministros y de los diputados y, por primera vez, Vasconcelos usó un lenguaje revolucionario. El 14 de septiembre de 1830 llegaron a Río de Janeiro noticias de la revolución que se había vivido en París en julio de 1830 y que acabó con el trono de Carlos X. « El choque fue eléctrico, muchos individuos en el Río, Bahía, Pernambuco y São Paulo iluminaron sus casas », escribe Armitage.

## La revolución de 7 de abril de 1831
Los periódicos se multiplicaban, se publicaban 53 en el Imperio de los cuales 42 eran de la facción liberal, incluso algunos predicaban la federación. La indignación aumentaba, el espíritu revolucionario se esparcía por las provincias, hubo prisioneros, persecuciones, Giovanni Battista Libero Badarò fue asesinado y una campaña demoledora apuntaba a la Constitución otorgada como la portadora de traidores y absolutistas. Temeroso y dubitativo, D. Pedro I lanzó una proclamación en Ouro Preto el 22 de febrero de 1831, indignado con el partido desorganizador, que había trazado un plan revolucionario y quería realizar la federación. Siguió el famoso ultimátum al emperador, redactado por Evaristo da Veiga, en que se dijo toda la verdad al monarca - el 6 de abril D. Pedro sustituyó el ministerio, formando otro de marqueses, nombres impopulares, odiosos a los liberales. La insurrección popular estaba en las calles, y tras ella la sedición militar. Altivo, aún temeroso, el emperador abdicó en la persona de su hijo, D. Pedro de Alcântara, que contaba cinco años.
Vasconcelos permaneció en Ouro Preto, viniendo en marcha lenta hacia Río, donde llegó el 2 de mayo de 1831. Se alió inmediatamente a dos hombres que veían las cosas como él: Diogo Antônio Feijó y Evaristo da Veiga. Se había operado gran transformación en Brasil. Se nombró una regencia provisional, compuesta de elementos moderados. La revolución material había acabado, pero faltaba la revolución moral, según él. El 9 de junio de 1831, manifestándose partidario de la suspensión del pago de la deuda externa contraída contra la letra expresa de la Constitución y resultante del préstamo portugués (para indemnizar a Portugal por la independencia), sentía que la crisis no estaba superada. De un lado estaban el descontento de republicanos, federalistas y anarquistas; del otro, las maniobras de los absolutistas que comenzaban ya a soñar con la vuelta de D. Pedro I. Por eso se alió a Evaristo da Veiga, elemento moderado y liberal, y anduvo aún a su sombra en la conducción de los acontecimientos. Cuando el 5 de julio de 1831 Feijó fue nombrado Ministro de Justicia, se vio que era el hombre que necesitaba el país. El 17 de julio Vasconcelos asumió la cartera de Hacienda. El gobierno fue remodelado, Lino Coutinho era ministro del Imperio, Manuel de Fonseca Lima e Silva ministro de la Guerra.

## Ministro de Hacienda
Vasconcelos casi no puede tratar inmediatamente de los asuntos de su cartera, imbuido como estaba en la redacción de la Exposición de los principios del Ministerio, hecha a la Asamblea el 23 de julio, programa en que se asentaban las bases del nuevo gobierno. En el documento se acentuaba la unidad del gobierno y su responsabilidad colectiva. Venía después la interpretación de la Revolución de 7 de Abril, en la que se decía que no se había venido a "subvertir las instituciones constitucionales y a cambiar la dinastía, ni a consagrar la violencia o proclamar la anarquía", sino que usando del "derecho de resistencia a la opresión, buscaba popularizar la monarquía, alejando de ella los abusos y los errores (…) a fin de reconciliarla con los principios de la verdadera libertad". Tal exposición de motivos es asociada con la política de «regreso» más tarde abiertamente preconizada por Vasconcelos: abandono de los procesos violentos, de golpes revolucionarios, política de conservación, conciliando el progreso con el orden.
Su rumbo en la cartera fue: buena administración y distribución de las rentas públicas con la reforma del sistema de impuestos; liquidación del Banco de Brasil; mejoría del medio circulante; consolidación del crédito público; restricción de los gastos del Estado y reforma del aparato hacendístico. Fue escaso el tiempo de que dispuso y lo esencial de lo que pudo hacer está en el Informe presentado a la Cámara el 8 de mayo de 1832. Consiguió, en términos administrativos, dar ejecución a la ley de 4 de octubre de 1831, de organización del Tesoro Nacional y de las Tesorerías de las provincias, base del aparato hacendístico y obra de gran valor, y dio nueva normativa a las Alfândegas, por decreto de 16 de julio de 1832. En cuanto a la situación financiera, con la subida del cambio las remisiones para el pago de la deuda externa pasaron a costar 60% menos. Continuó la liquidación del Banco de Brasil pero, habiendo cambiado de opinión, proponía la creación de otro banco, para evitar la usura extranjera en los préstamos, facilitar recursos a los agricultores, socorrer y alentar industria y comercio. En la práctica, hizo lo que hubo condenado en sus antecesores: mandó acuñar moneda de cobre y se justificó por el «imperio de la ley de la necesidad», con eso provocó un gran escándalo y varias campañas de los órganos reaccionarios (El Caramuru o el Carijó), periódicos de los restauradores con gran animosidad hacia Vasconcelos, pues figuraba entre los que deseaban la destitución de José Bonifácio de Andrada e Silva, tutor de D. Pedro II.
Estuvo también entre los que desearon el golpe, fijado para el 30 de julio de 1832, por el que la Cámara de los Diputados pasaría a ser Asamblea Nacional Constituyente, sin la colaboración del Senado, reducto conservador. Cuando Honório Carneiro Leão frustró el golpe, la Regência, o sea, Feijó, permaneció, pero el ministerio desapareció, y con él Vasconcelos. Entregó la cartera al sucesor el 4 de agosto y volvió a la silla de diputado.

## La sedición de Ouro Preto y la vuelta a la Cámara
Sus grandes oraciones, en 28 de agosto y en 5 de septiembre de 1832, combatían Martim Francisco Ribeiro de Andrada.
Más tarde, enfrentó casi solo una sedición militar en Minas Gerais, el movimiento de 22 de marzo de 1833, cuando era sustituto legal del presidente de la Provincia, Manuel Inácio de Melo e Sousa, futuro barão de Pontal. Tras muchas peripecias, instaló el gobierno legal en Son João del-Rey en 5 de abril y devolvió la presidencia a Manuel Inácio. Fue absuelto pelo Aurora Fluminense, que louvou sus acciones, «fulminando los sublevados». Conspiraba abiertamente por el retorno de Pedro I y Evaristo da Veiga, en su Sociedad Defensora, entre sus chimangos o sombreros redondos, combatía la vuelta del monarca. Eran él y Vasconcelos el mayor blanco de la campaña de Diogo Álvares Corrêa.
Tuvo gran parte en el Acto Adicional (ley de 12 de agosto de 1834), cuyo verbete puede ser leído. Con la Exposición de 1831 y el Acto Adicional de 1834 estaba trazada la línea política de su vida, su política realista. Volviendo a sus trabajos en la Cámara, allí combatía Araújo Viana y más aún Aureliano Coutinho por medio del órgano de sus malos sentimientos, El Siete de Abril. 1834 fue el año que marcó su vida. Hasta entonces era liberal; aunque liberal sin extremos, quería reformas. Pero de repente el espectáculo de las dissensões, luchas, la amenaza permanente de secesión y la anarquía lo hicieron parar. Le pareció que proseguir en las reformas sería sacrificar la orden. No parar, hasta no retroceder, sería atacar la unidad del vasto Imperio. Habría entrado en su amargura el despeito por no haber sido ministro, o escogido senador - pero no habrá sido eso el motivo que orientó sus ideas y sus intereses, concretizados en el futuro partido conservador.
Inaugurándose las asambleas provinciales, Vasconcelos fue elegido en 1834 para a de Minas Generales, cuidando de las carreteras y de la instrucción primaria.  En la Cámara, reabiertas las sesiones, defendía el tráfico africano que continuaría impune hasta 1850. Habían malogrado las tentativas de inmigración de colonos europeos y el partido conservador, que a buen seguro Vasconcelos anhelaba crear, reclutaría adeptos entre los fazendeiros y los señores de engenho. Sus relaciones con Evaristo de la Veiga ya no eran las mismas, el Siete de Abril lanzaba farpas contra la Aurora Fluminense.
La muerte de D. Pedro I en 24 de septiembre de 1834 ya hube ayudado la desanuviar el panorama político, pero Feijó, electo Regente, no hube conseguido abafar las crisis. Le faltaban tato, prudencia, moderação, sometimiento a la mayoría parlamentaria, equidistancia entre los partidos. Tras dos años casi perdidos, la Regência pasó para Pedro de Araújo Lima. Feijó reasumió la regencia más tarde, descrente y enferma, y había sedición en el Pará, sedición en Porto Alegre y problemas con la Santa Sede. Abierta la sesión legislativa de 1836, Vasconcelos desfechou contra él ataques virulentos propios de diputado oposicionista, de jefe de la oposición ahora. El conflicto persistió hasta 1837, cuando Feijó, desanimado, pasó la Regencia a Pedro de Araújo Lima, futuro marqués de Olinda.

## El Partido Conservador y de nuevo ministro
La transformación política pretendida por Vasconcelos quedó patente en las elecciones para la legislatura de 1838 a 1841, cuando triunfaron los que en la Cámara hacían oposición a Feijó y en su mayoría exigían orden, paz social y garantías jurídicas - el voto de los «electores del campo», como decía Evaristo da Veiga, en detrimento de los electores urbanos. Vasconcelos, según Octavio Tarquinio de Sousa, «se colocó al servicio de la gran corriente que iba a protagonizar la dirección política de Brasil», «defendiendo las causas que se ajustaban a los intereses de los dueños de esclavos». Era una política de frío realismo y de conveniencia inmediata, sin concesiones a lo que juzgaba quimérico o inasumible.
Los primeros meses de 1837 surgió la idea de la anticipación de la mayoría de edad de D. Pedro II, que contaba con 12 años. Vasconcelos se mostró en contra por parecerle el mejor medio de alejar a Feijó de la Regência. Y tanto más que la diminuta mayoría del gobierno ya se había transformado en minoría con el fallecimiento del mayor apoyo de Feijó, Evaristo da Veiga, muerto el 12 de mayo de 1837. Vasconcelos retomó en la Cámara sus ataques contra el Gobierno, escogiendo como víctima al viejo vicealmirante Tristão Pio de Santos, ministro de Marina, que los periódicos de la oposición apellidaran Alegrão Impio dos Diablos. En la renovación que se operaría con la retirada de Feijó, tuvo otra vez lugar en el Gobierno.
El 19 de septiembre de 1837 Pedro de Araújo Lima fue nombrado ministro del Imperio y sustituto legal de Feijó en la Regência. Vasconcelos fue nombrado ministro de Justicia e interino del Imperio, en el llamado «ministerio de las capacidades». Expidió una circular el 19 de septiembre a los gobiernos provinciales en que trazó la orientación del gobierno de forma parlamentarista. Nunca se hubo usado lenguaje parecido, salvo en la fallida experiencia del ministerio del marquês de Barbacena, en tiempos de D. Pedro I, el 16 de julio de 1831. La revolución continuaba en Río Grande del Sur, donde Bento Gonçalves hubo huido de la prisión y estallaba la Sabinada. Graves desórdenes tuvieron lugar en el Maranhão. Vasconcelos juzgó apropiado el momento para fundar el partido conservador.
Una de sus grandes iniciativas fue la fundación del Colegio Pedro II, por decreto de 2 de diciembre de 1837, el primer gran establecimiento de enseñanza secundaria en el país. Se inauguró el día del aniversario del emperador, en marzo de 1838, en el edificio del antiguo Seminario de S. Joaquim, teniendo por rector a Antônio de Arrábida, obispo de Anemúria. Creó también una Escuela de Agricultura en la hacienda del gobierno en la laguna Rodrigo de Freitas y reformó el Jardín Botánico allí existente.
En la nueva legislatura de 1838, recibió adhesiones valiosas: José Clemente Pereira, el antiguo ministro de D. Pedro I o Antônio Carlos Ribeiro de Andrada. Era apoyado todavía por las grandes figuras del partido conservador, Honório Carneiro Leão, Paulino de Sousa, Joaquim José Rodrigues Torres. Y en el combate al ministerio, contó en Teófilo Otoni con Limpo de Abreu.

## Senador
Vasconcelos llegó al Senado en 1838 como representante de Minas Gerais y tomó posesión el 29 de septiembre. Tenía solo 43 años, pero, de tan enfermo, parecía un viejo. Recibido con hostilidad, asumió una actitud desdeñosa que irritó a mucha gente. A comienzos de 1839, la crisis estaba próxima. En efecto, Vasconcelos dimitió el 16 de abril de 1839, antes de la apertura de la Cámara. Divergencias en cuanto a la situación de Río Grande del Sur, donde el ejército legalista sufría continuos reveses. O su deseo, contrariado por Araújo Lima, de hacer senador a Miguel Calmon. No tenía razón, pues la elección de los senadores era acto del Poder moderador. Sin embargo, todo el gabinete lo acompañó y Vasconcelos solo volvería al poder en 1840, y por unas horas.
Volvería al Senado, pero no fue elegido para encabezar ninguna Comisión. Además, sufrió una campaña difamatoria en la Cámara. En la operación se empeñaron las figuras principales: Feijó, Felisberto Caldeira Brant, Vergueiro, Alves Blanco, Alencar. A todos se enfrentó, y se defendió con ventaja.

## LaMaioridade
La experiencia ultraliberal de la Regência llegaba a su fin. Y la Maioridade, llevada a cabo por una ley inconstitucional o por un golpe de Estado parlamentario, como finalmente acaeció, tenía sobre todo el apoyo de los liberales, liderados por Teófilo Benedito Ottoni, pero no el de los conservadores. «La nación -dice Otávio Tarquínio de Sousa- hubo olvidado las demasías del poder personal y clamaba por un rey». «El acto de suprimir la edad legal sería como la visita del Espíritu Santo. El país tendría un emperador y el orden se implantaría providencialmente… » Pero Brasil no se detenía. Durante la Regencia se había hecho la primera concesión del ferrocarril y comenzó la modernización de los medios de transporte, según dice Vieira Hacienda en Aspectos del Periodo Regencial.
Con la apertura de la Asamblea General de 1840 el movimiento maiorista tomó cuerpo. Fue fundado el Club de la Maioridade o Sociedad Fiscal de la Maioridade, siendo aclamado como presidente Antônio Carlos. Vasconcelos, en el Senado, discutía su proyecto de reforma del Código Procesal, y actuaba en consonancia con Paulino de Sousa, futuro visconde de Uruguay, ministro de Justicia.
En la sesión del 13 de mayo, Holanda Cavalcânti, José de Alencar, Paula Cavalcânti, Firmino de Melo y Costa Ferreira presentaron dos proyectos: uno declaraba el emperador mayor de edad; otro creaba el Consejo Privado de la Corona. El caso figuró en el orden del día de la sesión del 20 de mayo. Fue rechazada en la votación, por dos votos: 18 a 16. Vasconcelos solo entró en el recinto tras haberse proclamado el resultado. Se explicó: «Voto contra la maioridade por no tener garantías para el trono ni para el país.» Abogaba por la creación de un Consejo de Estado que hiciera la reformas oportunas en los Códigos e implantara la disciplina en el Ejército, además de reformar la administración de Hacienda. Tras días de negociaciones en la Cámara, cedió el regente y cedió el ministro de Imperio, Vasconcelos, quien -tras nueve horas en el cargo- dimitió. El 23 de julio de 1840 D. Pedro II juró «observar y hacer respetar la Constitución Política de la Nación Brasileña» (la misma cuyo artículo 121 lo declaraba menor de edad hasta los 18 años cumplidos) y al día siguiente los políticos liberales recibían las carteras de un nuevo Gobierno: Antônio Carlos, Martim Francisco, Holanda Cavalcanti, Paula Cavalcanti, Limpio de Abreu. En agosto, los primeros días de la nueva situación, Vasconcelos comparecía en el senado y discutía, como siempre, todos los asuntos.

## Segundo Reinado
Un nuevo Gobierno monocolor fue nombrado el 23 de marzo de 1841, todo él conservador, pero en esta ocasión en él no figuraba Vasconcelos. La labor de ese Gabinete fue la consolidación de su política. En mayo, Vasconcelos fue elegido para dos Comisiones, la de Constitución y Diplomacia y la de Hacienda. El gobierno legislaba según el programa de Vasconcelos: reforma de la legislación penal y procesal, Consejo de Estado, buenas finanzas, reorganización de las fuerzas armadas. Y Vasconcelos votaba con la mayoría.
Se votaron las leyes del Consejo de Estado y la de la reforma del Código de Proceso administrativo (ley de 3 de diciembre de 1841) con la participación destacada de Paulino de Sousa y Vasconcelos. A los dos se debe la orientación, la doctrina, la legislación de la política conservadora del Imperio. La indignación que la ley de 3 de diciembre provocó entre los liberales fue inmensa, y en el restablecimento del Consejo de Estado se quiso ver el origen de la revolución de 1842 (Vasconcelos, de hecho, fue el hombre más atacado por este movimiento, acusado de obra retrógrada y funesta). Abiertas las Cámaras en 1843, Vasconcelos fue elegido nuevamente para las comisiones de Hacienda y de Constitución y Diplomacia, pero ya estaba cerca del fin. Desde el inicio comenzó a defender la disolución de la Cámara electa en 1840, a atacar la revolución de 1842, a hacer desaires a Feijó. Ya casi hemipléjico, se hizo compañero asiduo de un hombre en ascenso, Honório Carneiro Leão. Luchaba sobre todo contra Holanda Cavalcanti y Alves Blanco. Cada vez más esclavista, cada vez más partidario del tráfico africano, llevaba el espíritu conservador a extremos de contradicción.
Su vida parlamentaria continuaba. Excluido de las comisiones en 1845, solo compareció en el Senado a finales de abril. Declaraba que iba al Senado a distraerse de sus dolores. Aun así, era considerado jefe de la oposición a los liberales, cuyo predominio caminaba a su fin. En 1849 tenía 54 años, veinte años de sufrimientos y mala salud, pero seguía siendo tratado con dureza y crueldad, pues él mismo nada tenía de ameno o suave. Era consejero de Estado, senador del Imperio, Gran Cruz de la Legión de Honor, vivía en un palacete propio en la calle Areal, cerca del Senado, con carruaje, vajilla de fina porcelana con sus iniciales y huía de tarde en tarde a su chácara del Mono. Hizo su testamento en 1847 y murió el 1 de mayo de 1850, víctima de una epidemia de fiebre amarilla en Río de Janeiro, la misma epidemia que él decía que era invención de los médicos. No hubo discurso alguno en el Senado, ni palabras de pesar. En la Cámara, las manifestaciones fueron menos frías, nombrándose una comisión de cinco miembros para asistir al funeral en el cementerio de Catumbi.

## Legado
Periodista, parlamentario, administrador, legislador, actuó de forma incisiva e infatigable, habiendo ocupado sucesivamente como ministro las carteras de Hacienda (1831), Justicia (1837-1839) e Imperio (1840). Fue uno de los mentores y fundadores del Partido Conservador, tras haber militado en el ala liberal. Ante las críticas a su nueva posición política, considerada como un retroceso, respondió con un brillante discurso, del cual se destaca el conocido tramo:
"Fui liberal; entonces la libertad era nueva en el país, estaba en las aspiraciones de todos, pero no en las leyes. El poder lo era todo: fui liberal. Hoy, sin embargo, es distinto el aspecto de la sociedad: los principios democráticos todo lo ganaron y mucho comprometieron; la sociedad, que entonces corría riesgo por el poder, corre ahora riesgo por la desorganización y por la anarquía. Como entonces quise, quiero hoy servirla y quiero salvarla; y por eso soy regresista. No soy tránsfuga, no abandono la causa que defiendo, el día de sus peligros, de su flaqueza. La dejo el día en que tan seguro es su triunfo que hasta el éxito la compromete. Quién sabe si, como hoy defiendo el país contra la desorganización, tras haberlo defendido contra el despotismo y las comisiones militares, no tendré algún día que dar otra vez mi voz al apoyo y la defensa de la libertad?… Los peligros de la sociedad varían, el viento de las tempestades no siempre es el mismo: cómo va un político ciego e inmutable a servir a su país?"
El 22 de julio de 1840, en sus primeras 24 horas como ministro de la cartera del Imperio ("Ministerio de las Nueve Horas"), sostuvo valientemente la posición contraria a la mayoría de edad de D. Pedro II (1840-1889), fundamentado en el principio de la inviolabilidad de la Constitución, que no preveía la coronación antes de la mayoría de edad legal. Derrotado en el Parlamento, cayó su gabinete, hecho que constató las más gloriosas 24 horas de la vida pública brasileña.
De entre las numerosas contribuciones de Bernardo de Vasconcelos a la formación política del Estado brasileño están el Acto Adicional y los Códigos Civil y Penal. Dejó su nombre inscrito como fundador del Archivo Nacional y del Colegio Pedro II. Autor de diversos artículos para O Universal (Ouro Preto), O Sete de Abril (1833-1837) y A Sentinela da Monarquia (1842), en Río de Janeiro, su obra más importante tal vez sea la famosa "Carta a los electores mineros" (1827), redactada en su tierra natal y publicada en São João del-Rei, a la que se añaden los brillantes discursos pronunciados en las Cámaras donde sirvió como diputado y ministro.
Bernardo Pereira de Vasconcelos marcó profundamente la trayectoria de la Historia política de Brasil participando en los más diversos segmentos, como en la creación de la ley de Tierras, aprobada el 30 de enero de 1854. Por dicha ley, todas las tierras pertenecientes al Estado brasileño solo podrían ser adquiridas mediante pago, y no por la posesión o usucapión. Algunos pensadores de la izquierda brasileña entienden que las consecuencias de esa ley fueron nefastas, pues supuestamente estimuló la concentración de la propiedad agrícola en el país y contribuyó a la desigualdad social. Sin embargo, otros analistas entienden que la ley fue importante para moralizar e impedir invasiones de tierras públicas y evitar el desmantelamiento de bosques y florestas nativas.
Además, fue uno de los primeros en levantar la bandera a favor del magisterio y la defensa de la educación pública de calidad, la obligatoriedad de los ministros de Estado de prestar cuentas de sus actos y actividades ministeriales, así como de las leyes de responsabilidad penal de los funcionarios públicos frente a delitos como la prevaricación o malversación de caudales públicos.